# Kappelsmühle
Die Kappelsmühle war eine Wassermühle mit einem unterschlächtigen Wasserrad am Oberlauf der Niers im Mönchengladbacher Stadtteil Wanlo im Regierungsbezirk Düsseldorf.

## Geographie
Die Kappelsmühle hatte ihren Standort auf der rechten Seite der Niers im Mönchengladbacher Stadtteil Wanlo, in der Ortslage Strahlenend. Oberhalb befand sich die Pletschmühle, unterhalb hatte die Wickrathberger Mühle ihren Standort. Das Gelände, auf dem das Mühlengebäude stand, hat eine Höhe von ca. 65 m über NN.

## Gewässer
Die Niers (GEWKZ) 286 in ihrem alten Flussbett versorgte bis zur Flussbegradigung über Jahrhunderte zahlreiche Mühlen mit Wasser. Die Quelle der Niers ist in Kuckum, einem Ortsteil der Stadt Erkelenz. Bis zur Mündung in die Maas bei Gennep (Niederlande) hat die Niers eine Gesamtlänge von 117,668 km und ein Gesamteinzugsgebiet von 1.380,630 km2. Die Quelle liegt bei 73 m ü. NN, die Mündung bei 9 m ü. NN. Die Pflege und Unterhaltung des Gewässers obliegt dem Niersverband.

## Geschichte
Die erste Erwähnung der Mühle als Schleifmühle fand sich in einem Ehevertrag von 1424. Zu diesem Zeitpunkt gehörte die Mühle zum Zourshof, einem Wickrather Ritterlehen. Um 1560 gelangte die Mühle in den Besitz der Familie von Papeler, die auch im Besitz des Papelerhofes waren. Im Jahre 1595 heirateten Regina von Papeler und Wilhelm Coppartz. Aus dem Papelerhof wurde im Laufe der Zeit der Kappelshof und aus der Mühle wurde die Kappelsmühle. Der Mühlenbetrieb wurde um 1870 eingestellt. Über dem früheren Standort der Mühle verläuft heute die Bundesautobahn 46. Aus dem Kappelshof entwickelte sich ein Reiterhof mit Zucht- und Ausbildungsstall, dem Gut Kappelshof.

## Galerie

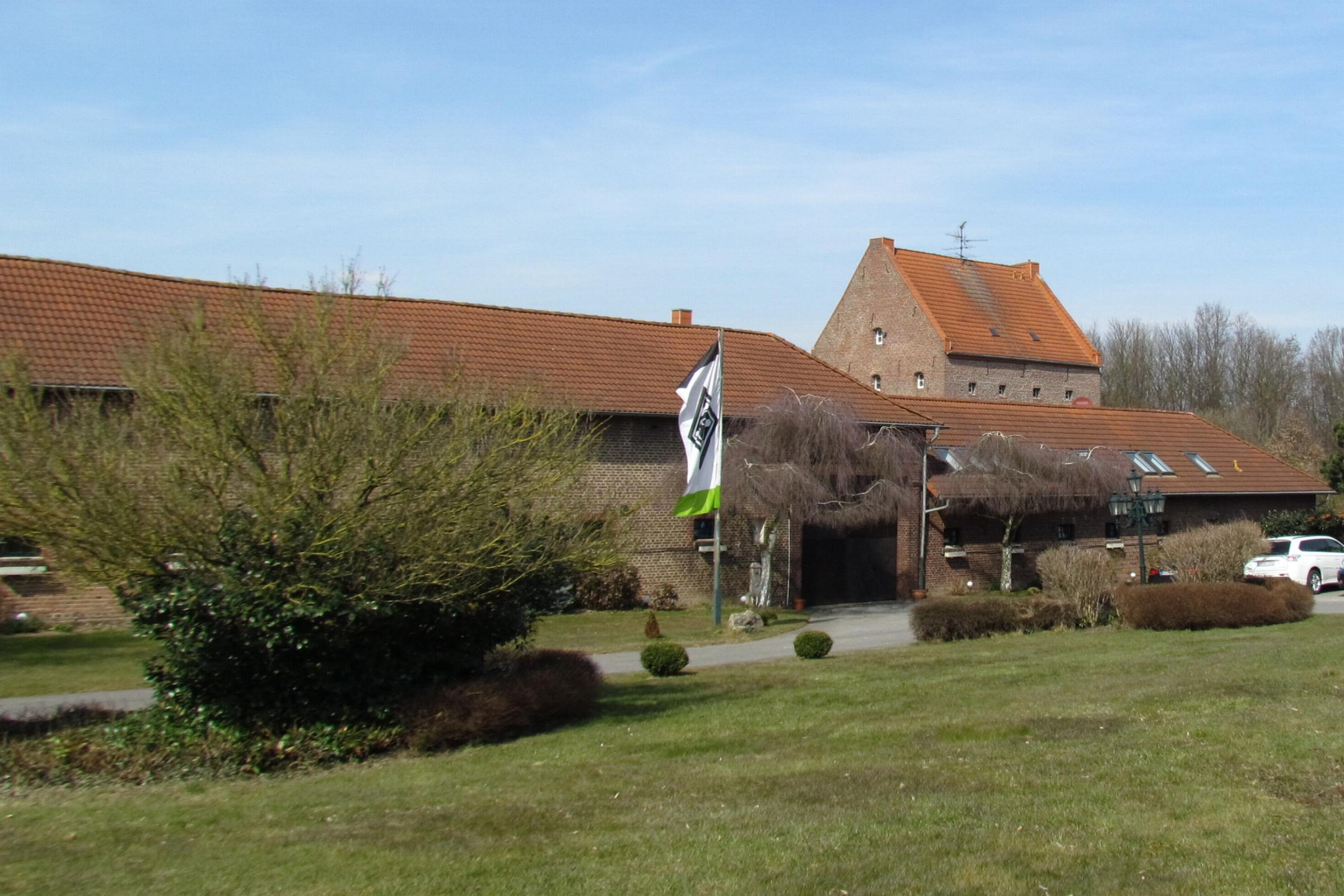
Das Gut Kappelshof
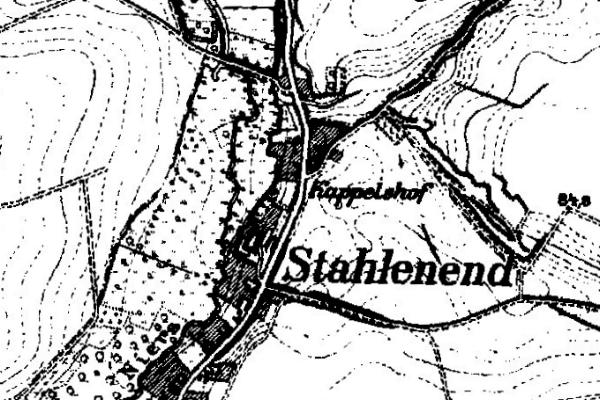
Der Kappelshof auf der Karte Neuaufnahme von 1912
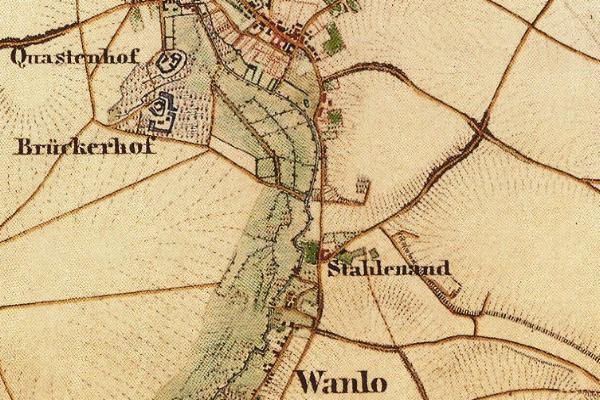
Die Ortslage Strahlenend auf der Urkatasterkarte von 1846
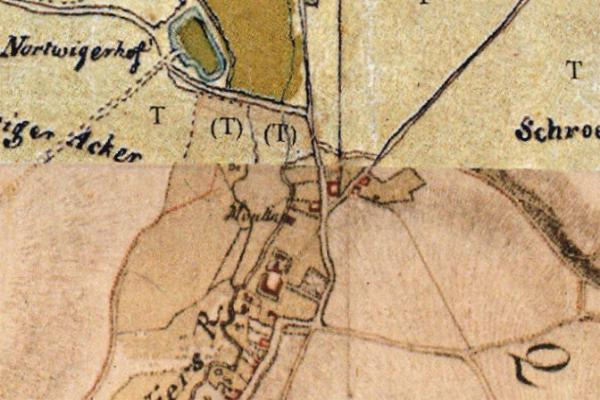
Die Kappelsmühle auf der Tranchotkarte 1803–1820

## Denkmaleintrag
Ehemaliges Burghaus des Kappelshofes Eintrag als Denkmal am 30. Januar 1992
Der Kappelshof liegt westlich der Terrassenkante in der Niersaue an der Landstraße von Wanlo nach Wickrathberg.
Bei dem Gebäude handelt es sich um einen fünfgeschossigen, dreiachsigen Backsteinbau unter steilem Satteldach mit überhöhten Giebelzonen. Alle Giebel- und Traufseiten mit mehreren Ankersplinten in S-Form.
Das Objekt ist aus orts- und siedlungshistorischen sowie aus architektonischen Gründen als Baudenkmal schützenswert.
- Denkmalliste MG St.027